# Zanclognatha
Zanclognatha är ett släkte av fjärilar som beskrevs av Lederer 1857. Zanclognatha ingår i familjen nattflyn, Noctuidae.

## Dottertaxa tillColeophora, i alfabetisk ordning
- Zanclognatha angulina (Leech, 1900)
- Zanclognatha atrilineella (Grote, 1873)
- Zanclognatha bryanti Barnes, 1928
- Zanclognatha cruralis (Guenée, 1854)
- Zanclognatha dentata Wagner & McCabe, 2011
- Zanclognatha helva (Butler, 1879)
- Zanclognatha inspidalis (Wileman, 1915)
- Zanclognatha jacchusalis (Walker, 1859)
- Zanclognatha laevigata (Grote, 1872)
- Zanclognatha lituralis (Hübner, 1818)
- Zanclognatha lunalis (Scopoli, 1763), Brunaktigt tofsfly[1]
- Zanclognatha marcidilinea (Walker, 1859)
- Zanclognatha martha Barnes, 1928
- Zanclognatha minoralis J. B. Smith, 1895
- Zanclognatha nakatomii Owada, 1977
- Zanclognatha nigrisigna (Wileman, 1915)
- Zanclognatha obscuripennis (Grote, 1872)
- Zanclognatha pedipilalis (Guenée, 1854)
- Zanclognatha protumnusalis (Walker, 1859)
- Zanclognatha reticulatis (Leech, 1900)
- Zanclognatha subtriplex Strand, 1919
- Zanclognatha theralis (Walker, 1859) (syn. Z. deceptricalis Zeller, 1873, Z. gypsalis (Grote, 1880), Z. inconspicualis (Grote, 1883))
- Zanclognatha yaeyamalis Owada, 1977
- Zanclognatha zelleralis (Wocke, 1850)

## Bildgalleri

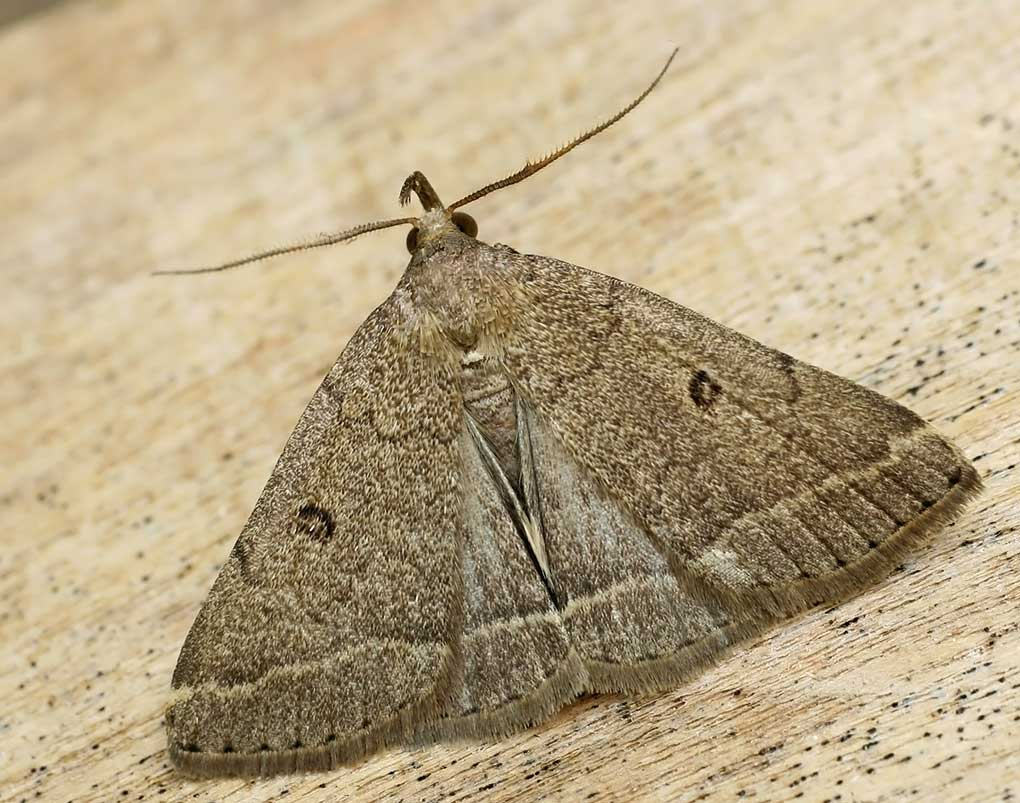